# Jeuxvideo.com
Jeuxvideo.com是法国电子游戏网站，1997年创办。

## 历史
Jeuxvideo.com的前身追溯到1995年。当时塞巴斯蒂安•皮萨维在服兵役，他在Minitel网络上建立了一个电子游戏提示荟萃。1997年，他将该人气作品转移到Jeuxvideo.com网站。
2000年，Gameloft购得网站80%股份，但网站依然由皮萨维独立运营，直至他2012年离开。HiMedia于2006年购得网站，并于2014年以9000万欧元售给Webedia。Webedia随后将办公室搬至巴黎，一些员工因此离职。